# Polydrusus pterygomalis
Espèce
Polydrusus pterygomalis est une espèce de coléoptères de la famille des Curculionidae, de la sous-famille des Entiminae.
Synonyme :
- Tylodrusus pterygomalis

## Description
Ce petit insecte mesure entre 4 et 4,5 mm de longueur. Son corps est recouvert d'écailles épaisses d'un vert brillant. Son abdomen est habituellement nu, seuls les côtés du premier et deuxième sternites sont recouverts d'écailles vertes de la même couleur que les élytres. Les antennes et les pattes, recouvertes de poils sensoriels, sont de couleur vaguement jaunâtre. On remarque sur le vertex une protubérance de chaque côté, au-dessus des yeux.

## Écologie
Polydrusus pterygomalis est polyphage. Il se rencontre sur divers arbres (chênes, hêtres, charmes, etc.).